# ليزلي سميث
ليزلي سميث (بالإنجليزية: Les Smith)‏ (13 مارس 1918 المملكة المتحدة - 20 مايو 1995 المملكة المتحدة) هو لاعب كرة قدم بريطاني سابق كان يلعب كمهاجم.